# Козиренко Тетяна Андріївна
Тетяна Андріївна Козиренко (нар. 4 травня 1996, Чернігів, Україна) — українська футболістка, нападниця турецького клубу ALG Spor та збірної України.

## Клубна кар'єра

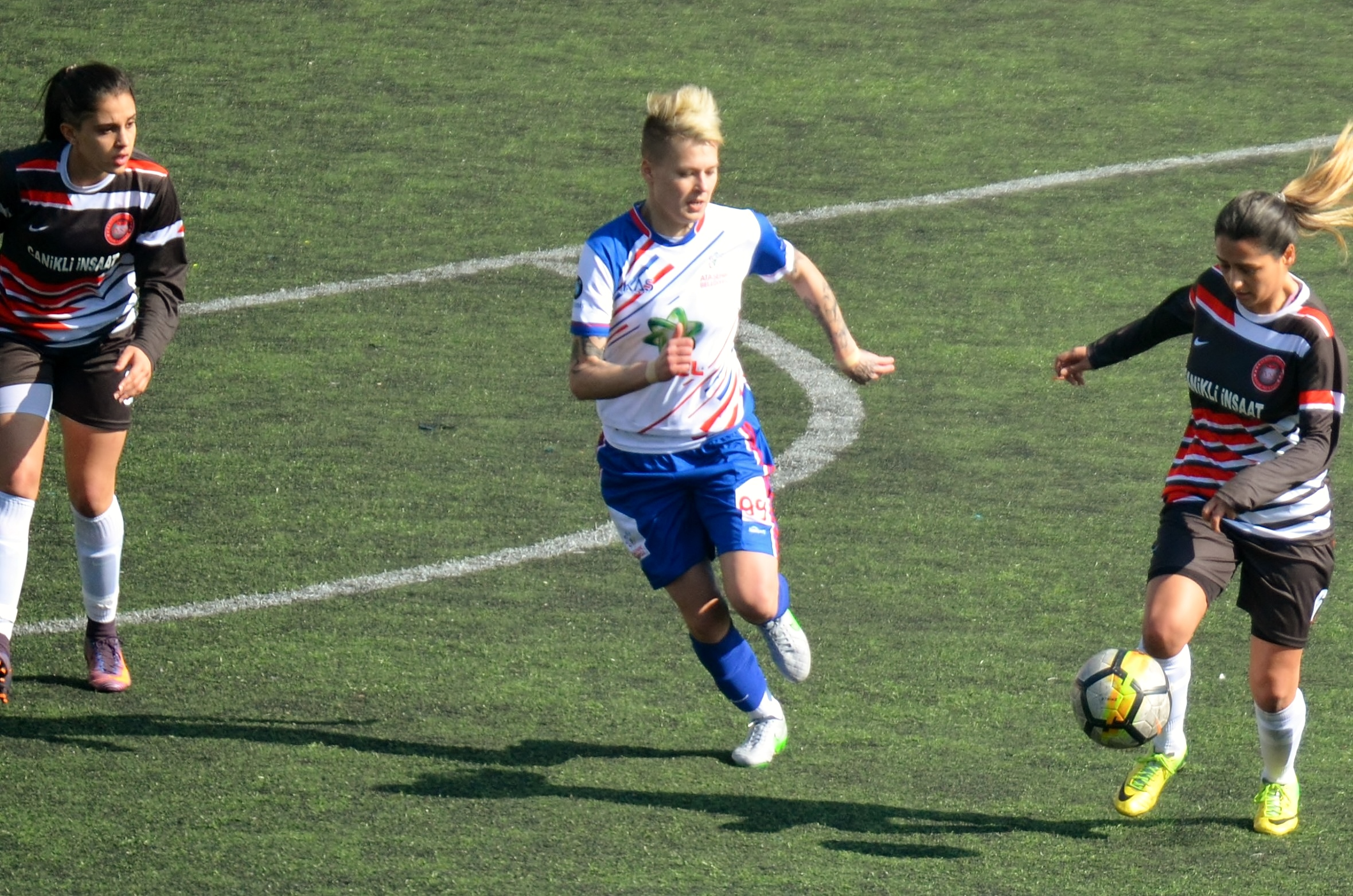
Тетяна Козиренко (по центру) у футболці «Аташехір Беледієспор» у Першій лізі Туреччини під час виїздного матчу проти «Фатіх Ватан Спор».

Футбольну кар'єру розпочала у 16-річному віці в складі чернігівської «Легенди». У жіночому чемпіонаті України дебютувала в сезоні 2012/13 років. У команді відіграла два сезони, у чемпіонаті провела 15 матчів та відзначилася 9-а голами, після цього переїхала до Білорусі, де у футболці могильовської «Надії» зіграла 17 матчів та відзначилася 6-а голами. Потім повернулася до чернігівської команди. У сезоні 2015/16 років у складі «Легенди» відзначилася 8-а голами в 10-и матчах. У лютому 2016 року переїхала до Литви, де виступала за «Гінтру» в А-Лізі (вищий дивізіон литовського чемпіонату). Також зіграла за «Гінтру» 3 матчі та відзначилася 5-а голами в 7-й групі кваліфікаційного раунду Ліги чемпіонів 2016/17. У травні 2017 року зазнала травми меніска, і зможе повернутися за умови вдалої операції на футбольне поле через чотири місяці. У сезоні 2017/18 років повернулася на батьківщину, де виступала за уманьські «Пантери». У 7-и матчах чемпіонату України відзначилася 8-а голами.
У лютому 2018 року переїхала до Туреччини, стала гравчинею стамбульського «Аташехір Беледієспор», який виступав у Першій лізі Туреччини (вищий дивізіон жіночого чемпіонату Туреччини). Тетяна підписала річний контракт з можливістю продовжити його ще на два роки. У своєму дебютному матчі відзначилася 4-а голами (з 5-и своїх голів у цій команді).
На початку другої частини Першої ліги Туреччини 2018/19 перейшла до клубу ALG Spor, який напередодні початку сезону 2018/19 здобув путівку до вищого дивізіону турецького чемпіонату.

## Кар'єра в збірній
30 вересня 2011 року в кваліфікації чемпіонату Європи 2012 WU-17 в групі 9 проти одноліток з Азербайджану дебютувала за дівочу збірну України WU-17. Також виступала за дівочу збірну України WU-19. У 2017 році виступала за збірну України на Турнірі чотирьох націй у китайському Фошані. Відзначилася двома голами у воротах М'янми.

## Статистика виступів
Станом на 23 лютого 2019.
| Клуб                   | Сезон   | Ліга                 | Ліга  | Ліга | Континент. | Континент. | Націонал. | Націонал. | Загалом | Загалом |
| Клуб                   | Сезон   | Дивізіон             | Матчі | Голи | Матчі      | Голи       | Матчі     | Голи      | Матчі   | Голи    |
| ---------------------- | ------- | -------------------- | ----- | ---- | ---------- | ---------- | --------- | --------- | ------- | ------- |
| «Аташехір Беледієспор» | 2017–18 | Перша ліга Туреччини | 9     | 14   | –          | –          | 0         | 0         | 8       | 14      |
| «Аташехір Беледієспор» | Загалом | Загалом              | 9     | 14   | -          | -          | 0         | 0         | 9       | 14      |
| ALG Spor               | 2018–19 | Перша ліга Туреччини | 1     | 0    | –          | –          | 0         | 0         | 1       | 0       |
| ALG Spor               | Загалом | Загалом              | 1     | 0    | -          | -          | 0         | 0         | 1       | 0       |

## Досягнення
«Аташехір Беледієспор»
- Перша ліга Туреччини
  -  Чемпіон (1): 2017/18